# 元橋本町
元橋本町（もとはしもとちょう）は、神奈川県相模原市緑区の町名。丁目の設定のない単独町名である。住居表示実施済区域。

## 地理
緑区の東部に位置し、東と南に橋本、西に相原、北に東京都町田市相原町と接している。

### 河川
- 境川

### 地価
住宅地の地価は、2023年（令和5年）7月1日の公示地価によれば、元橋本町19-12の地点で20万円/m2となっている。

## 世帯数と人口
2020年（令和2年）10月1日現在（国勢調査）の世帯数と人口（総務省調べ）は以下の通りである。
| 町丁     | 世帯数    | 人口    |
| -------- | --------- | ------- |
| 元橋本町 | 1,331世帯 | 2,494人 |

### 人口の変遷
国勢調査による人口の推移。
| 年                 | 人口  |
| ------------------ | ----- |
| 1995年（平成7年）  | 2,150 |
| 2000年（平成12年） | 2,246 |
| 2005年（平成17年） | 2,376 |
| 2010年（平成22年） | 2,482 |
| 2015年（平成27年） | 2,377 |
| 2020年（令和2年）  | 2,494 |

### 世帯数の変遷
国勢調査による世帯数の推移。
| 年                 | 世帯数 |
| ------------------ | ------ |
| 1995年（平成7年）  | 835    |
| 2000年（平成12年） | 969    |
| 2005年（平成17年） | 1,138  |
| 2010年（平成22年） | 1,236  |
| 2015年（平成27年） | 1,178  |
| 2020年（令和2年）  | 1,331  |

## 学区
市立小・中学校に通う場合、学区は以下の通りとなる（2023年5月時点）。
| 番・番地等 | 小学校                 | 中学校               |
| ---------- | ---------------------- | -------------------- |
| 1～35番    | 相模原市立旭小学校     | 相模原市立相原中学校 |
| 36～38番   | 相模原市立当麻田小学校 | 相模原市立相原中学校 |

## 事業所
2021年（令和3年）現在の経済センサス調査による事業所数と従業員数は以下の通りである。
| 町丁     | 事業所数 | 従業員数 |
| -------- | -------- | -------- |
| 元橋本町 | 28事業所 | 127人    |

### 事業者数の変遷
経済センサスによる事業所数の推移。
| 年                 | 事業者数 |
| ------------------ | -------- |
| 2016年（平成28年） | 28       |
| 2021年（令和3年）  | 28       |

### 従業員数の変遷
経済センサスによる従業員数の推移。
| 年                 | 従業員数 |
| ------------------ | -------- |
| 2016年（平成28年） | 93       |
| 2021年（令和3年）  | 127      |

## 交通
- 国道16号
- 神奈川県道505号橋本停車場線

## 名所・旧跡

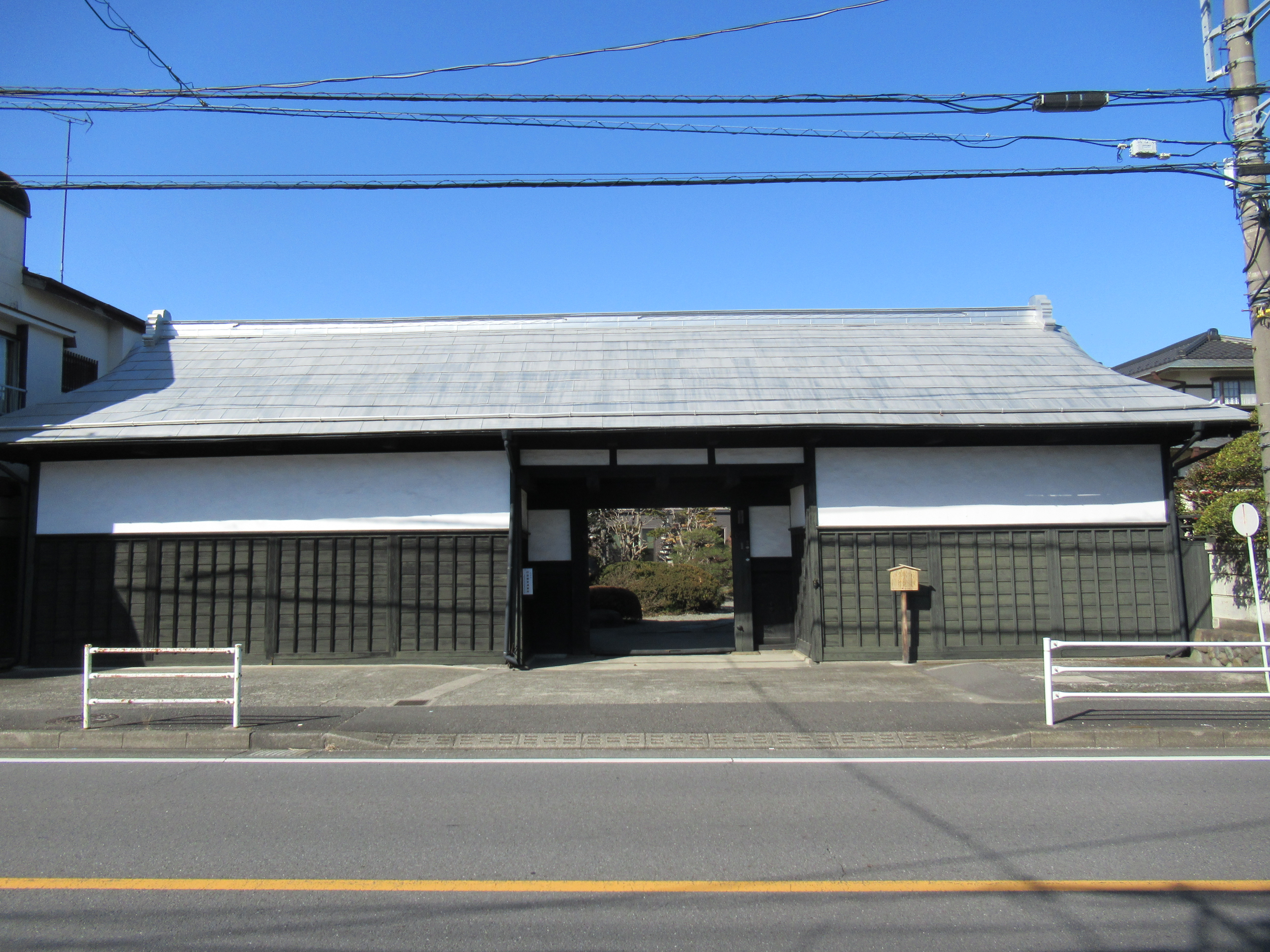
牛久保家の長屋門正面

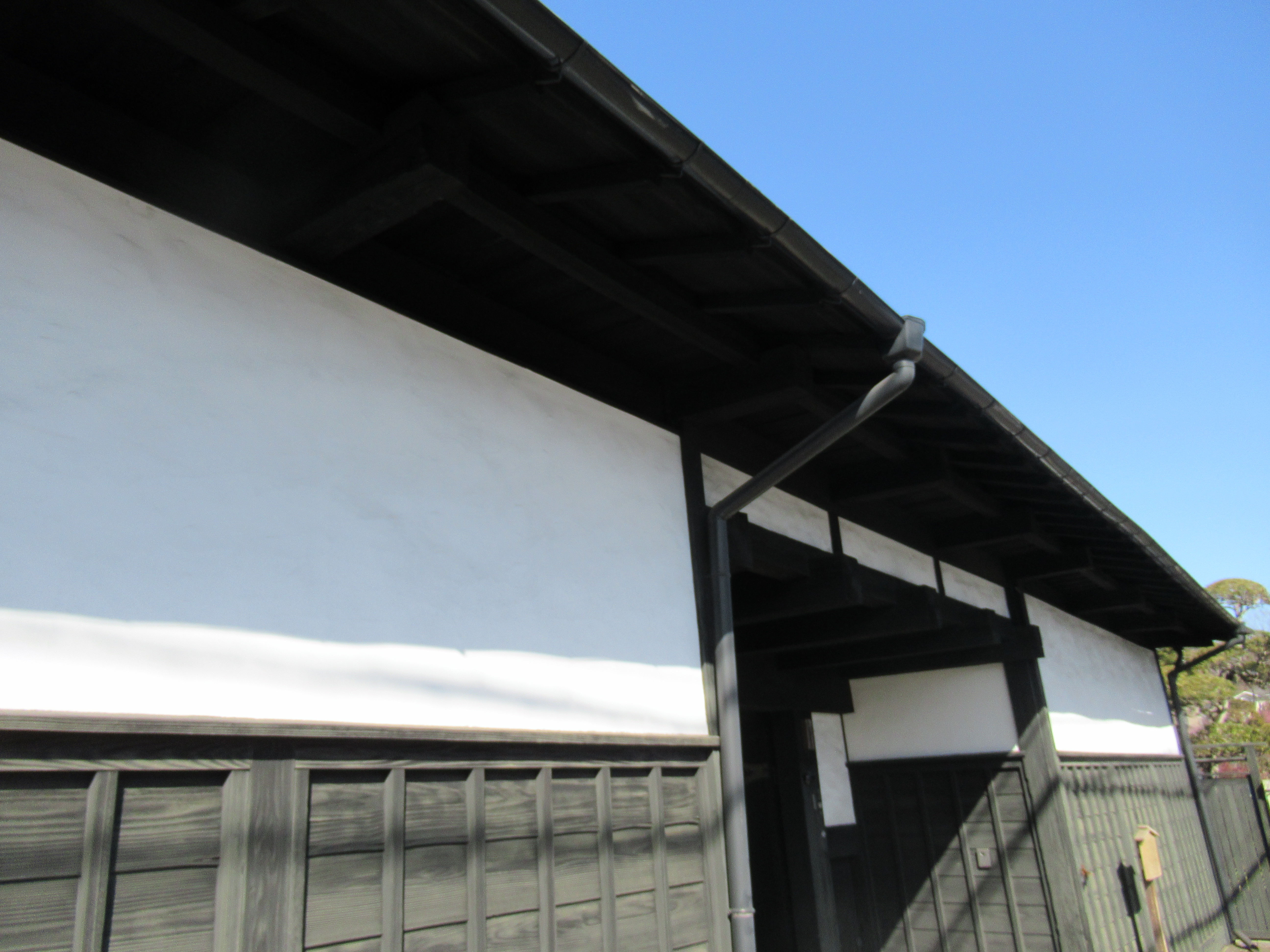
牛久保家長屋門の軒のセガイ

### 牛久保家の長屋門
市登録有形文化財（建造物）である長屋門。近世末の建築と推定され、桁行9.5間（約17.1メートル）、梁行2.5間（約4.5メートル）と、相模原市内でも規模が大きい。登録は2003年（平成15年）4月1日。所在地は相模原市元橋本町7-1。

### 牛久保家の持ち上げ観音
牛久保家に伝わる馬頭観世音。同家では代々馬を飼っていたが、なかでも駿駫という馬は、馬体も立派で利口であったことから、当主にかわいがられていた。しかし出先の下九沢で急死してしまったため、当主はその供養として1825年（文政8年）11月20日、馬頭観世音を建立した。はじめは駿駫の急死した下九沢に建てられたが、そのおよそ62年後の1887年（明治20年）、下九沢の人たちが荷車に積んで牛久保家へ運んできた。彼らによれば、馬頭観世音が道行く人に「橋本に帰りたい」と告げ続けていたという。以降、牛久保家では仏像とともにこの馬頭観世音を安置して供養している。この像は「持ち上げ観音」としても伝えられており、病気の快復や失せ物の発見、願掛けなどに行われるなど信仰の対象になってきた。祈願がかなうときは像は軽々と持ち上がるが、かなわないときはなかなか持ち上がらないとされる。なお、この像の大きさは縦38センチメートル、横24センチメートル。重さは「橋本の昔話」や「さがみはら石仏夜話」によれば約2キログラムとされているが、フリーマガジン『めぐり報』によれば約14キログラムとされている。

### 元橋本遺跡（元橋本けやき公園）
市登録史跡。縄文時代中期後半、および後期旧石器時代の後半の遺跡とされ、1977年（昭和52年）、土地区画整理事業に伴う発掘調査によって発見された。出土品は縄文時代の土器や石器、および小型のナイフ形石器など。現在は遺跡の一部を元橋本けやき公園として保存している。

## その他

### 日本郵便
- 郵便番号 : 252-0142[3]（集配局 : 橋本郵便局[21]）。